# 世界各国の国防大臣一覧
世界各国の国防大臣一覧（せかいかっこくのこくぼうだいじんいちらん）では、現代世界における主権国家（主に国際連合加盟国）やその他の国・地域・政府などにおける国防大臣（国防相）の名を列挙する。ただし、軍隊を保有していない国は除く。

## 国際連合加盟国

### ア行
| 国               | 氏名                                               | 役職                   | 就任           |
| ---------------- | -------------------------------------------------- | ---------------------- | -------------- |
| アイスランド     | ソルゲルズル・カトリン・グンナルスドッティル       | 外務大臣               | 2024年12月21日 |
| アイルランド     | サイモン・ハリス                                   | 国防大臣               | 2025年1月23日  |
| アゼルバイジャン | ザキル・ハサノフ                                   | 国防大臣               | 2013年7月22日  |
| アフガニスタン   | ムハンマド・ヤクーブ                               | 国防大臣（暫定）       | 2021年9月7日   |
| アメリカ合衆国   | ピート・ヘグセス                                   | 国防長官               | 2025年1月25日  |
| アラブ首長国連邦 | ハムダーン・ビン・ムハンマド・アール・マクトゥーム | 国防大臣               | 2024年7月14日  |
| アルジェリア     | アブデルマジド・テブン                             | 国防大臣（大統領兼任） | 2019年12月9日  |
| アルゼンチン     | ルイス・ペトリ                                     | 国防大臣               | 2023年12月10日 |
| アルバニア       | ピロ・ヴェング                                     | 国防大臣               | 2024年7月30日  |
| アルメニア       | スレン・パピキャン                                 | 国防大臣               | 2021年8月19日  |
| アンゴラ         | ジョアン・エルネスト・ドス・サントス               | 国防大臣               | 2020年         |
| イエメン         | モフセン・ムハンマド・アッ＝ダーエリー             | 国防大臣               | 2020年12月26日 |
| イギリス         | ジョン・ヒーリー                                   | 国防大臣               | 2024年7月5日   |
| イスラエル       | イスラエル・カッツ                                 | 国防大臣               | 2024年11月5日  |
| イタリア         | グイード・クロセット                               | 国防大臣               | 2022年10月22日 |
| イラク           | ジュムア・イナード                                 | 国防大臣               | 2020年5月6日   |
| イラン           | アジーズ・ナシールザーデ                           | 国防軍需大臣           | 2024年8月21日  |
| インド           | ラージナート・シン                                 | 国防大臣               | 2019年5月31日  |
| インドネシア     | シャフリ・シャムスディン                           | 国防大臣               | 2024年10月21日 |
| ウガンダ         | ジェイコブ・オボス・オボス                         | 国防大臣               | 2024年3月21日  |
| ウクライナ       | ルステム・ウメロウ                                 | 国防大臣               | 2023年9月6日   |
| ウズベキスタン   | バホディル・クルバノフ                             | 国防大臣               | 2019年2月11日  |
| ウルグアイ       | サンドラ・ラゾ                                     | 国防大臣               | 2025年3月1日   |
| エクアドル       | ジャン・カルロ・ロフレド                           | 国防大臣               | 2023年11月23日 |
| エジプト         | アブドゥルマギード・サクル                         | 国防大臣               | 2024年7月2日   |
| エストニア       | ハンノ・ペウクル                                   | 国防大臣               | 2022年7月18日  |
| エチオピア       | デメケ・メコネン                                   | 国防大臣               | 2021年10月6日  |
| エリトリア       | フィリポス・ウォルデヨハネス                       | 国防大臣               | 2014年3月      |
| エルサルバドル   | ルネ・メリノ・モンロイ                             | 国防大臣               | 2019年6月1日   |
| オーストラリア   | リチャード・マールス                               | 国防大臣               | 2022年6月1日   |
| オーストリア     | クラウディア・タナー                               | 国防大臣               | 2020年1月7日   |
| オマーン         | ハイサム・ビン・ターリク・アール＝サイード         | 国防大臣               | 2020年1月11日  |
| オランダ         | ルーベン・ブレケルマンズ                           | 外務大臣               | 2024年7月2日   |

### カ行
| 国               | 氏名 | 役職                       | 就任           |
| ---------------- | --- | -------------------------- | -------------- |
| ガーナ           | ドミニク・ニティウル | 国防大臣                   | 2017年2月      |
| カーボベルデ     | ジャニーン・レリス | 外務・共同体大臣兼国防大臣 | 2021年5月18日  |
| カザフスタン     | ドーレン・コサノフ (Dauren Kosanov)                                                                                     | 国防大臣                   | 2025年6月8日   |
| カタール         | サウード・ビン・アブドゥッラフマーン・ビン・ハサン・アール＝サーニー                                                    | 国防担当国務大臣           | 2024年11月12日 |
| ガボン           | ブリジット・オンカノワ                                                                                                  | 国防大臣                   | 2024年1月17日  |
| カナダ           | デビッド・マクギンティ                                                                                                  | 国防大臣                   | 2025年5月13日  |
| カメルーン       | ジョセフ・ベティ・アソモ                                                                                                | 国防大臣                   | 2015年10月2日  |
| 韓国             | 金善鎬 | 国防部長官職務代行         | 2024年12月5日  |
| ガンビア         | シェイク・オマー・フェイ                                                                                                | 国防大臣                   | 2019年8月22日  |
| カンボジア       | ティー・バン | 国防大臣                   | 2006年6月27日  |
| 北朝鮮           | 努光鉄 | 国防相                     | 2024年10月8日  |
| 北マケドニア     | ヴラド・ミサイロフスキ                                                                                                  | 国防大臣                   | 2024年6月23日  |
| ギニア           | アブバカル・シディキ・カマラ                                                                                            | 国防大臣代理               | 2021年10月21日 |
| ギニアビサウ     | マルシアーノ・シルバ・バルベイロ                                                                                        | 国防大臣                   | 2022年         |
| キプロス         | ヴァシリス・パルマス (Vasilis Palmas)                                                                                   | 国防大臣                   | 2024年1月8日   |
| キューバ         | アルヴァロ・ロペス・ミエラ                                                                                              | 国防大臣                   | 2021年4月15日  |
| ギリシャ         | ニコス・デンディアス | 国防大臣                   | 2023年6月27日  |
| キルギス         | ルスラン・ムカンベトフ (Ruslan Mukambetov)                                                                              | 国防大臣                   | 2025年5月15日  |
| グアテマラ       | ヘンリー・レイェス・チグア                                                                                              | 国防大臣                   | 2021年12月21日 |
| クウェート       | アブドゥッラー・アリ・アル＝アブドゥッラー・アル＝サーレム・アッ＝サバーハ (Abdullah Ali Al-Abdullah Al-Salem Al-Sabah) | 国防大臣                   | 2025年2月4日   |
| クロアチア       | ズドラフコ・ヤコップ | 国防大臣                   | 2023年11月11日 |
| ケニア           | ユージーン・ワマルワ | 内閣防衛長官               | 2021年9月29日  |
| コートジボワール | テネ・ビラヒマ・ワタラ                                                                                                  | 国防大臣                   | 2021年3月10日  |
| コスタリカ       | マイケル・ソト・ロハス                                                                                                  | 公安大臣                   | 2018年5月8日   |
| コロンビア       | イヴァン・ヴェラスケス・ゴメス                                                                                          | 国防大臣                   | 2022年5月7日   |
| コンゴ共和国     | チャールズ・モンジョ | 国防大臣                   | 2012年9月25日  |
| コンゴ民主共和国 | ギルバート・ルケンバ | 国防大臣                   | 2021年4月28日  |

### サ行
| 国                   | 氏名                                         | 役職                                       | 就任           |
| -------------------- | -------------------------------------------- | ------------------------------------------ | -------------- |
| サウジアラビア       | ハーリド・ビン・サルマーン・アール・サウード | 国防大臣                                   | 2022年9月27日  |
| サントメ・プリンシペ | ホルヘ・アマド                               | 国防大臣                                   | 2022年2月2日   |
| ザンビア             | アンブローズ・ルフマ                         | 国防大臣                                   | 2021年9月8日   |
| シエラレオネ         | アルフレッド・パオロ・コンテ                 | 国防大臣                                   | 2007年10月26日 |
| ジブチ               | ハッサン・オマル・モハメド                   | 国防大臣                                   | 2018年         |
| ジョージア           | イラクリ・チコヴァニ                         | 国防大臣                                   | 2021年2月22日  |
| シリア               | ムルハフ・アブ・カスラ（暫定政権）           | 国防大臣                                   | 2024年12月21日 |
| シンガポール         | チャン・チュンシン                           | 国防大臣                                   | 2025年5月23日  |
| ジンバブエ           | オッパ・ムチングリ                           | 国防大臣                                   | 2018年9月11日  |
| スイス               | マルティン・フィスター                       | 連邦国防・国民保護・スポーツ省担当連邦参事 | 2025年4月1日   |
| スウェーデン         | ポール・ジョンソン                           | 国防大臣                                   | 2022年10月18日 |
| スーダン             | ヤシン・イブラヒム・ヤシン                   | 国防大臣                                   | 2020年6月2日   |
| スペイン             | マルガリータ・ロブレス                       | 国防大臣                                   | 2018年6月7日   |
| スリナム             | クリシュナ・マトエラ                         | 国防大臣                                   | 2020年7月16日  |
| スリランカ           | ラニル・ウィクラマシンハ                     | 国防大臣（大統領兼任）                     | 2021年7月21日  |
| スロバキア           | ヤロスラフ・ナイ                             | 国防大臣                                   | 2020年3月21日  |
| スロベニア           | ボルト・サヨビッチ                           | 国防大臣                                   | 2024年10月7日  |
| セーシェル           | ワベル・ラムカラワン                         | 国防大臣（大統領兼任）                     | 2020年10月26日 |
| 赤道ギニア           | ヴィクトリアーノ・ビバン・ンスエ・オコモ     | 国防大臣                                   | 2020年8月      |
| セネガル             | シディキ・カバ                               | 国防大臣                                   | 2019年4月5日   |
| セルビア             | ブラチスラフ・ガシッチ                       | 国防大臣                                   | 2024年5月2日   |
| セントルシア         | ヘルマンギルド・フランシス                   | 国防大臣                                   | 2016年6月14日  |
| ソマリア             | アフメド・モアリム・フィキ                   | 国防大臣                                   | 2025年4月27日  |
| ソロモン諸島         | クリストファー・ラオレ                       | 国防大臣                                   | 2012年10月22日 |

### タ行
| 国                   | 氏名                                                                             | 役職             | 就任           |
| -------------------- | -------------------------------------------------------------------------------- | ---------------- | -------------- |
| タイ                 | プームタム・ウェーチャヤチャイ                                                   | 国防大臣         | 2024年9月4日   |
| タジキスタン         | エモマリ・ソビルゾダ                                                             | 国防大臣         | 2025年1月23日  |
| チェコ               | ヤナ・チェルノホヴァ                                                             | 国防大臣         | 2021年11月27日 |
| チャド               | ダゴ・ヤクバ (Dago Yacouba)                                                      | 国防大臣         | 2023年10月21日 |
| 中央アフリカ共和国   | クロード・ラモー・ビロー (Claude Rameaux Bireau)                                 | 国防大臣         | 2021年7月12日  |
| 中華人民共和国       | 董軍                                                                             | 国防部部長       | 2023年12月29日 |
| チュニジア           | イメド・メミッチ                                                                 | 国防大臣         | 2021年10月11日 |
| チリ                 | マヤ・フェルナンデス                                                             | 国防大臣         | 2022年3月11日  |
| デンマーク           | トロールス・ルン・ポールセン                                                     | 国防大臣         | 2023年8月22日  |
| ドイツ               | ボリス・ピストリウス                                                             | 国防大臣         | 2023年1月19日  |
| トーゴ               | エッソシムナ・マルグリット・ニャカデ                                             | 国防大臣         | 2020年10月1日  |
| ドミニカ共和国       | カルロス・アントニオ・フェルナンデス・オノフレ (Carlos Antonio Fernández Onofre) | 国防大臣         | 2024年8月16日  |
| トリニダード・トバゴ | ウェイン・スタージ                                                               | 国家安全保障大臣 | 2025年5月3日   |
| トルクメニスタン     | ベゲンチ・グンドディエフ                                                         | 国防大臣         | 2018年6月4日   |
| トルコ               | ヤシャル・ギュレル                                                               | 国防大臣         | 2023年6月4日   |
| トンガ               | トゥポウトア・ウルカララ                                                         | 国防大臣         | 2025年1月28日  |

### ナ行
| 国               | 氏名                                 | 役職     | 就任           |
| ---------------- | ------------------------------------ | -------- | -------------- |
| ナイジェリア     | バシール・サリヒ・マガシ             | 国防大臣 | 2019年8月21日  |
| ナミビア         | フランス・カポフィ                   | 国防大臣 | 2021年4月22日  |
| ニカラグア       | ローザ・アデリナ・バラホナ・カストロ | 国防大臣 | 2019年8月19日  |
| ニジェール       | アルカソウム・インダトゥ             | 国防大臣 | 2021年4月1日   |
| 日本             | 中谷元                               | 防衛大臣 | 2024年10月1日  |
| ニュージーランド | ジュディス・コリンズ                 | 国防大臣 | 2023年11月27日 |
| ネパール         | マンビール・ライ                     | 国防大臣 | 2024年7月15日  |
| ノルウェー       | トーレ・サンドビク                   | 国防大臣 | 2025年2月4日   |

### ハ行
| 国                       | 氏名                                           | 役職                   | 就任           |
| ------------------------ | ---------------------------------------------- | ---------------------- | -------------- |
| バーレーン               | アブドッラー・ビン・ハサン・アル・ヌアイミー   | 国防大臣               | 2018年12月     |
| ハイチ                   | ジャン＝ミシェル・モイーズ (Jean Michel Moïse) | 国防大臣               | 2024年11月10日 |
| パキスタン               | ハワージャ・ムハンマド・アーシフ               | 国防大臣               | 2022年4月19日  |
| パナマ                   | フランク・アブレゴ (Frank Abrego)              | 公安大臣               | 2024年7月1日   |
| パプアニューギニア       | ビリー・ジョセフ (Billy Joseph)                | 国防大臣               | 2024年1月18日  |
| パラグアイ               | ベルナルディーノ・ソト・エスティガリビア       | 国防大臣               | 2018年8月15日  |
| バルバドス               | ミア・モトリー                                 | 国防大臣（首相兼任）   | 2018年5月25日  |
| ハンガリー               | クリストフ・ザライ＝ボブロヴニツキー           | 国防大臣               | 2022年5月24日  |
| バングラデシュ           | （空席）                                       | 国防大臣（首相兼任）   | 2024年8月5日   |
| 東ティモール             | ペドロ・クラマー・フイク                       | 国防大臣               | 2023年7月1日   |
| フィジー                 | イニア・セルイラトゥ                           | 国防・国家安全保障大臣 | 2018年11月22日 |
| フィリピン               | ギルバート・テオドロ                           | 国防長官               | 2023年6月5日   |
| フィンランド             | アンティ・ハッカネン                           | 国防大臣               | 2023年6月20日  |
| ブラジル                 | ジョゼ・ムシオ                                 | 国防大臣               | 2023年1月1日   |
| フランス                 | セバスティアン・ルコルニュ                     | 軍事大臣               | 2022年5月20日  |
| ブルガリア               | ドラゴミル・ザコフ                             | 国防大臣               | 2022年3月1日   |
| ブルキナファソ           | セレスティン・シンポレ (Célestin Simporé)      | 国防大臣               | 2024年12月9日  |
| ブルネイ                 | ハサナル・ボルキア                             | 国防大臣（国王が兼任） | 1986年9月7日   |
| ブルンジ                 | エマニュエル・ナホムブキエ                     | 国防大臣               | 2015年6月25日  |
| ベトナム                 | ファン・ヴァン・ザン                           | 国防大臣               | 2021年4月8日   |
| ベナン                   | ヤロー・ロバート・テオフィル                   | 国防大臣               | 2017年         |
| ベネズエラ               | ブラディミール・パドリーノ・ロペス             | 国防大臣               | 2014年10月24日 |
| ベラルーシ               | ヴィクトル・フレニン                           | 国防大臣               | 2020年1月20日  |
| ベリーズ                 | オスカー・ミラー                               | 国防大臣               | 2025年3月15日  |
| ペルー                   | ウォルター・アストゥディーヨ                   | 国防大臣               | 2024年2月13日  |
| ベルギー                 | テオ・フランケン                               | 国防大臣               | 2025年2月3日   |
| ポーランド               | ヴワディスワフ・コシニャク＝カミシュ           | 国防大臣               | 2023年12月13日 |
| ボスニア・ヘルツェゴビナ | ズカン・ヘレス                                 | 国防大臣               | 2023年1月25日  |
| ボツワナ                 | シャウ・カガティ                               | 国防大臣               | 2014年10月31日 |
| ボリビア                 | エドムンド・ノヴィーロ                         | 外務大臣               | 2020年11月9日  |
| ポルトガル               | ヘレナ・カレイラス                             | 国防大臣               | 2022年3月30日  |
| ホンジュラス             | ホセ・マヌエル・セラヤ                         | 国防長官               | 2022年1月27日  |

### マ行
| 国               | 氏名                                 | 役職                 | 就任           |
| ---------------- | ------------------------------------ | -------------------- | -------------- |
| マダガスカル     | リシャール・ラコトニリナ             | 国防大臣             | 2019年1月24日  |
| マラウイ         | モニカ・チャンアナムノ               | 国防大臣             | 2025年1月1日   |
| マリ             | サディオ・カマラ                     | 国防大臣             | 2021年6月11日  |
| マルタ           | バイロン・カミレーリ                 | 国家安全保障大臣     | 2020年1月15日  |
| マレーシア       | モハメド・カリド・ノルディン         | 国防大臣             | 2023年12月11日 |
| 南アフリカ共和国 | アンジー・モトシェクガ               | 国防大臣             | 2024年7月3日   |
| 南スーダン       | クオル・マニャン・ジューク           | 国防大臣             | 2013年         |
| ミャンマー       | マウン・マウン・エイ                 | 国防大臣（軍事政権） | 2024年12月18日 |
| メキシコ         | ルイス・クレンシオ・サンドヴァル     | 国防長官             | 2018年12月1日  |
| モーリシャス     | プラビンド・ジュグノート             | 国防大臣（首相兼任） | 2017年1月23日  |
| モーリタニア     | ハネナ・オールド・シディ             | 国防大臣             | 2019年         |
| モザンビーク     | クリストヴァン・アルトゥール・チュメ | 国防大臣             | 2021年11月11日 |
| モルディブ       | モハメド・ガッサン・マウムーン       | 国防大臣             | 2023年11月17日 |
| モルドバ         | アナトリー・ノサティ                 | 国防大臣             | 2021年8月6日   |
| モロッコ         | アブデラティフ・ルディ               | 国防行政担当大臣     | 2017年4月5日   |
| モンゴル         | グルセディン・サイハンバヤル         | 国防大臣             | 2020年7月8日   |
| モンテネグロ     | フィリプ・アジッチ                   | 国防大臣             | 2022年10月21日 |

### ヤ・ラ行
| 国                     | 氏名                                                | 役職             | 就任           |
| ---------------------- | --------------------------------------------------- | ---------------- | -------------- |
| ヨルダン               | ジャアファル・ハッサーン                            | 国防大臣         | 2024年9月      |
| ラオス                 | チャンサモン・チャンヤラート                        | 国防大臣         | 2016年4月20日  |
| ラトビア               | イナーラ・ムルニース                                | 国防大臣         | 2022年12月14日 |
| リトアニア             | ドヴィレ・シャカリエネ                              | 国防大臣         | 2024年12月12日 |
| リビア（二重政府状態） | アブドゥルハミード・ドベイバ（国民統一政府）        | 国防大臣         | 2021年3月15日  |
| リベリア               | ジェラルディン・ジョージ (Geraldine George)（代行） | 国防大臣         | 2024年2月13日  |
| ルーマニア             | エンジェル・ティルヴァー                            | 国防大臣         | 2022年10月31日 |
| ルクセンブルク         | フランソワ・ボシュ                                  | 国防大臣         | 2018年12月5日  |
| ルワンダ               | アルバート・ムラシラ                                | 国防大臣         | 2018年10月18日 |
| レソト                 | ハレボノエ・セトシャビ                              | 国家安全保障大臣 | 2021年         |
| レバノン               | ミシェル・メナッサ                                  | 国防大臣         | 2025年2月8日   |
| ロシア                 | アンドレイ・ベロウソフ                              | 国防大臣         | 2024年5月12日  |

## 国家の承認を得る国が少ない、またはない国
| 国               | 氏名                                                       | 役職         | 就任          |
| ---------------- | ---------------------------------------------------------- | ------------ | ------------- |
| コソボ           | エジュプ・マケドンチ                                       | 治安部隊大臣 | 2023年8月8日  |
| ソマリランド     | モハメド・ユスフ・アリ・アーメド (Mohamed Yusuf Ali Ahmed) | 国防大臣     | 2025年1月6日  |
| 中華民国（台湾） | 顧立雄                                                     | 国防部長     | 2024年5月20日 |